# Les Surdoués de la première compagnie
Les Surdoués de la première compagnie est un film français réalisé par Michel Gérard en 1981.

## Résumé
Dès son arrivée à la caserne, le nouveau contingent révèle en son sein quelques personnages qui donneront bien du fil à retordre à leurs officiers. Il y a le beau gosse, débrouillard, le technocrate amoureux, le lèche-bottes, le « Jamaïcain » qui ne bouge qu'en musique, le demeuré pour cause de myopie... et tous les autres. Tantôt pour voir se déshabiller l'infirmière, tantôt pour arranger un rendez-vous avec une fiancée, tantôt pour cocufier l'obtus sous-off dont l'épouse est volcanique, tantôt pour déjeuner gratis dans un grand restaurant, le beau gosse déploie invariablement des trésors de roublardise. Et c'est chaque fois le servile chauffeur du colonel qui se fait pincer à sa place.

## Fiche technique
- Titre : Les Surdoués de la première compagnie
- Réalisation : Michel Gérard
- Scénario, adaptation et dialogues : Michel Gérard
- Assistant réalisateur : Alain Nauroy et Patrick Harlez
- Images : Claude Becognée
- Opérateur : Frédéric Becognée, assisté de Ariane Damain
- Son : Jean-Claude Reboul, assisté de Thierry Godard
- Ingénieur du son "audi" : Claude Panier
- Ingénieur du son "musique" : Emmanuel Guiot
- Auditorium : Avia-Films
- Montage : Gérard Le Dû, assisté de Jacques Duquesne
- Musique : Jean-Pierre Doering
- Décors : Jean-Luc Blanchet
- Régisseur : Monique Blanc, assistée de Nicole Boisserie
- Script-girl : Helly Sterian-Diot
- Accessoiriste : Alain Alexandre
- Bruiteur : Philippe Perrot
- Administrateur : Carole Millang
- Chef électricien : Étienne Jourdan
- Électricien : Léopold Gomez
- Machiniste : Benoit Lemercier
- Production : Le Goff Production et Les Films F. Méric
- Directeur de production : Victor Beniard
- Producteur délégué : Sybil Le Goff
- Distribution : U.G.C - Variety 7
- Pellicule 35 mm (Fujicolor), couleur
- Pellicule magnétique : Pyral
- Tirage : Laboratoire G.T.C de Joinville
- Diffusion mondiale : Ciné 7
- Année : 1980
- Durée : 90 min
- Première présentation : 4 février 1981

## Distribution
- Darry Cowl : Le colonel Boussardon, chef de la première compagnie
- Bernard Lavalette : Le colonel Varalin
- Ariane Carletti : Céline la fiancé de fred
- Florent Pagny : Baltar
- Hubert Deschamps : Le médecin-major
- Philippe Brizard : L'adjudant-chef Colin
- Isabelle de Botton : La femme de l'adjudant-chef
- Ticky Holgado : Le voisin de l'adjudant-chef
- Michel Melki
- Jean-Marie Vauclin
- Bob Annette
- Michel Bonnet : Un adjudant
- Philippe Klébert : Benoît Leroy
- Xavier Lepetit : Fred
- Sacha Briquet : Le restaurateur
- Gérard Loussine : Pascal
- Isabelle Dubuy
- Jean-Pierre Francon
- Philippe Lemonnier
- Elisabeth Lorca
- Max Montavon